# Wailea-Makena
Wailea-Makena är en stad i Maui County, Hawaii, USA med cirka 5 671 invånare (2000). Den har enligt United States Census Bureau en area på 69,5 km² varav 10,8 km² är vatten.